# 細見美術館

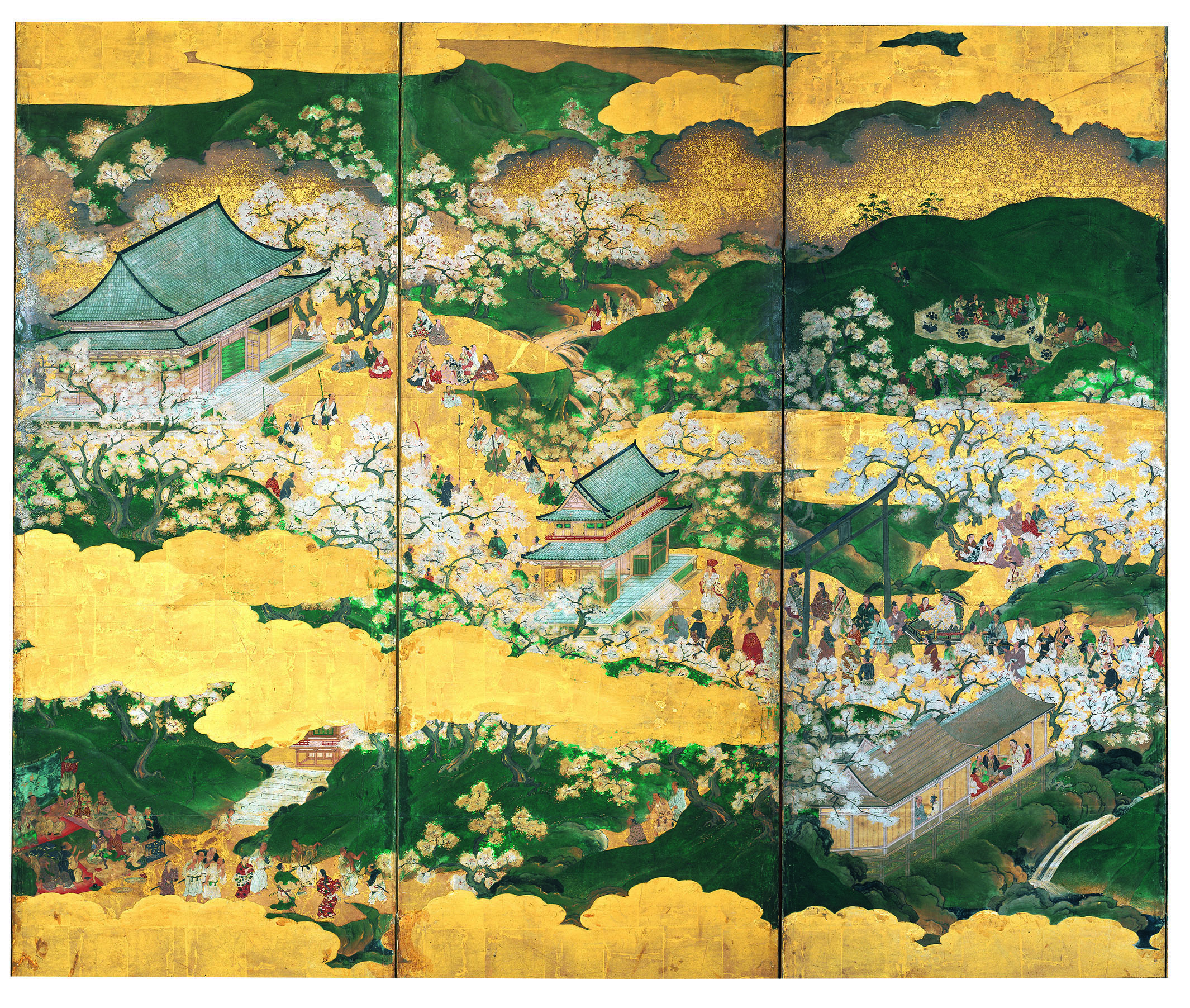
吉野花見図（重要文化財）左隻部分

細見美術館（ほそみびじゅつかん）は、京都市左京区岡崎にある日本の古美術を中心とした京都府の登録博物館。細見亮市・細見實・細見良行の収集品を収蔵展示、管理・運営は公益財団法人細見美術財団、元文部科学省所管。

## 概要
大阪府泉大津市で毛織物で財を成した実業家・細見亮市（通称：細見良、号：古香庵、1901－1978）とその長男・細見實（1922－2006）、三代細見良行（1954- ）の3代が収集した東洋古美術品を展示するために開設された美術館である。1994年（平成6年）に財団法人細見美術財団として認可され、美術館の開館は1998年（平成10年）であった。
細見家の収集品は、琳派や伊藤若冲らなど江戸時代の絵画や平安時代の仏画をはじめ、仏像、仏具などから古墳出土品に至るまで、日本美術のほとんどの分野にわたり、重要文化財指定物件、重要美術品認定物件を多数含む。細見亮市は「世界最高の美術品は日本の藤原時代の仏画だ」「自分は金属工芸からこの道に入ったのでものの形の厳しさと甘さがわかる」と主張していたといい、事実、コレクションのなかでも仏教絵画や仏具、銅鏡などの金工品は傑出している。
2代目の細見實も早くから父の薫陶を受けていたが、彼の関心の中心は琳派・若冲を中心とした江戸絵画であった。父は宗教美術を至上と信じていたため、息子とコレクションをめぐり確執があったという。しかし、細見實は当時一般にはあまり知られていなかった若冲や酒井抱一などの江戸琳派の作も、後の研究に役立つとして念入りに収集した。細見美術館に「琳派美術館」の異名があるのはこうした所以である。
美術館は、岡崎公園に隣接し、京都市美術館や京都国立近代美術館などにも近い、文化施設の集まる地域にある。大江匡（おおえただす）設計の建物は、京都の町家のモチーフをとりいれた現代建築で、地下2階から地上3階まで吹き抜けとなった中庭、カフェ・レストラン、屋上庭園、茶室などが憩いの空間を形成している。
なお、大阪府泉大津市松之浜町2丁目には、財団が所有する膳所城の高麗門が移築されている。

## 主な収蔵品

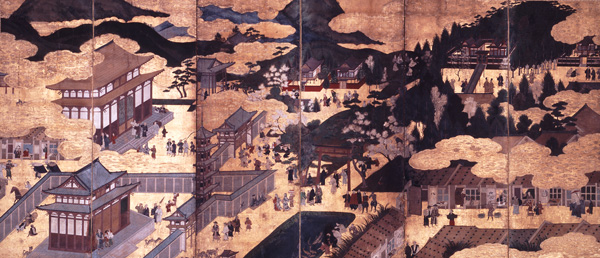
奈良名所図 江戸時代 六曲一隻

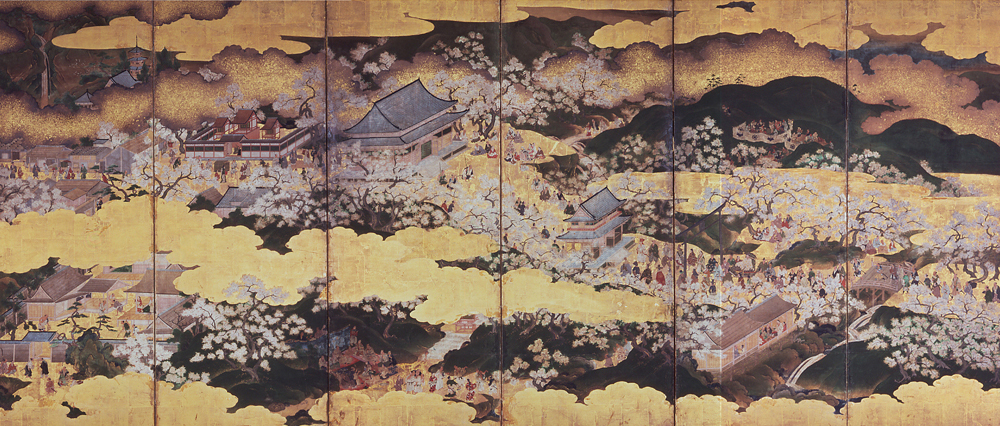
吉野花見図 桃山時代（重要文化財）六曲一双のうち左隻

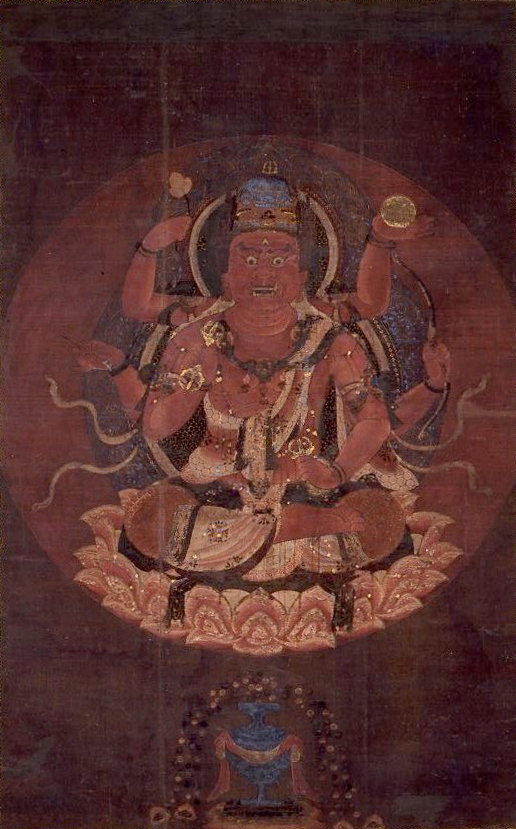
愛染明王像 平安時代後期（重要文化財）

### 重要文化財
（絵画）
- 絹本著色愛染明王像
- 紙本金地著色吉野花見図　六曲屏風
- 紙本著色山王霊験記

（彫刻）
- 木造菩薩立像（奈良国立博物館に寄託）

（工芸品）
- 金銅春日鹿御正体（みしょうたい）
- 線刻十二尊鏡像（瑞花双鳥八稜鏡）
- 金銅千躰阿弥陀懸仏（かけぼとけ）
- 金銅透彫尾長鳥唐草文華鬘（けまん）
- 金銅蓮華形磬（けい）
- 熊野十二社権現御正体
- 金銅五鈷鈴
- 金銅五鈷鈴（胎蔵界四仏種子あり）
- 松藤双鶴鏡
- 桐竹鳳凰鏡
- 木板彩画虚空蔵菩薩像（求聞持根本像）
- 芦屋霰地楓鹿図真形釜（あしや あられじかえでしかず しんなりがま）
- 刺繍大日如来掛幅

（考古資料）
- 羽黒山御手洗池出土銅鏡　40面

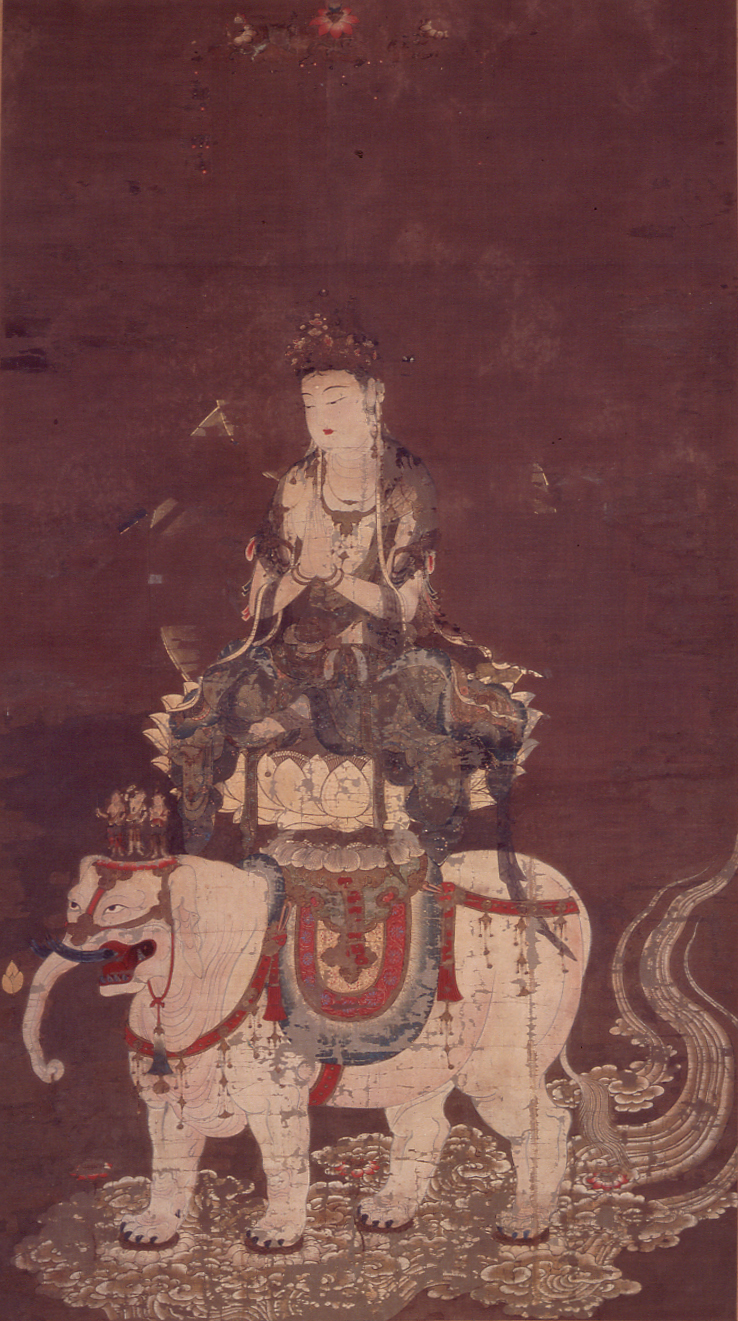
普賢菩薩像 平安時代
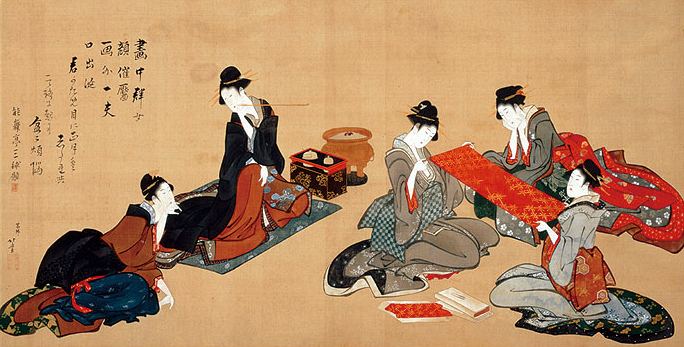
五美人図 葛飾北斎
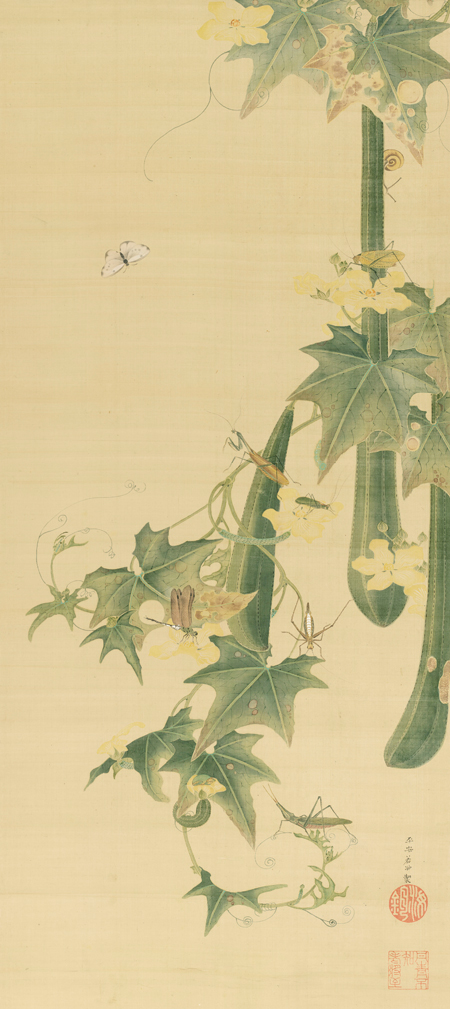
糸瓜群虫図 伊藤若冲
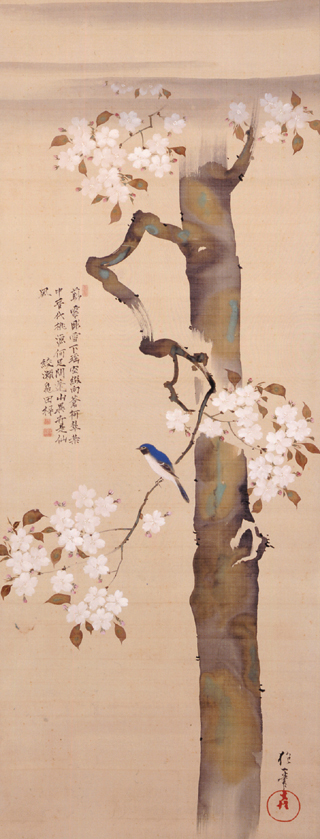
桜に小禽図 酒井抱一

| 四季草花図 神坂雪佳 |  | 四季草花図 神坂雪佳 |
| 四季草花図 神坂雪佳 |  |                     |

## 所在地
- 京都府京都市左京区岡崎最勝寺町6-3

## 参考資料
- 細見美術館監修 『京都 細見美術館 琳派・若冲と雅の世界』 青幻舎、2010年 ISBN 978-4-86152-270-3
- 細見美術館監修 『琳派を愉しむ 細見コレクションの名品を通して』 淡交社、2001年 ISBN 4-473-01853-9